# Bruno Herrero
Bruno Herrero Arias es un exfutbolista español. Nació en Jerez de la Frontera, provincia de Cádiz, el 13 de febrero de 1985. Su posición en el terreno de juego era la de medio.

## Trayectoria
Sus inicios como jugador comenzaron en la AD Marianistas, equipo de fútbol base de Jerez de la Frontera, pasando luego a la cantera del Xerez CD.  En 2004 ficha por el Sevilla FC, empezando su etapa en el Sevilla Atlético, y en enero de 2007 ficha por el Real Murcia, quien lo cedió en 2008 a la UD Salamanca de Segunda División.
De nuevo, a partir de la temporada 2008-2009, volvió al equipo pimentonero por petición del por entonces entrenador, Javier Clemente. No obstante, tras el descenso del Real Murcia a Segunda B en la temporada 2009/10, Bruno vuelve a su ciudad natal y firma por el Xerez CD. En junio de 2013 firma por el Buriram United tailandés. El día 21 de enero de 2014, ficha por lo que quedaba de temporada con el Girona FC, equipo de la Segunda División española.
En agosto de 2020, se oficializó su regreso a Jerez, en este caso de la mano del Xerez DFC.

## Clubes
| Club                 | Temporada | Categoría                 | Partidos | Goles |
| -------------------- | --------- | ------------------------- | -------- | ----- |
| Sevilla Atlético     | 2004-2005 | Segunda División B        | 16       | 0     |
| Sevilla Atlético     | 2005-2006 | Segunda División B        | 34       | 4     |
| Sevilla FC           | 2005-2006 | Primera División          | 2        | 0     |
| Sevilla Atlético     | 2006-2007 | Segunda División B        | 14       | 2     |
| Sevilla FC           | 2006-2007 | Primera División          | 1        | 0     |
| Real Murcia          | 2006-2007 | Segunda División          | 9        | 0     |
| Real Murcia          | 2007-2008 | Primera División          | 2        | 0     |
| UD Salamanca         | 2007-2008 | Segunda División          | 17       | 0     |
| Real Murcia          | 2008-2009 | Segunda División          | 35       | 10    |
| Real Murcia          | 2009-2010 | Segunda División          | 38       | 3     |
| Xerez Club Deportivo | 2010-2013 | Segunda División          | 75       | 0     |
| Buriram United       | 2013      | Liga Premier de Tailandia | 11       | 1     |
| Girona FC            | 2014      | Segunda División          | 1        | 0     |
| Delhi Dynamos        | 2014-2015 | Superliga de India        | 10       | 1     |
| NorthEast United     | 2015      | Superliga de India        | 12       | 1     |
| Atlético Baleares    | 2016      | Segunda División B        | 7        | 0     |
| San Fernando CD      | 2017-2020 | Segunda División B        | 86       | 3     |
| Xerez DFC            | 2020-2021 | Tercera División          | 25       | 2     |

## Palmarés

### Campeonatos nacionales
| Título             | Club             | País   | Año       |
| ------------------ | ---------------- | ------ | --------- |
| Segunda División B | Sevilla Atlético | España | 2004-2005 |